# Kastaniá (ort i Grekland, Epirus)
Kastaniá är en ort i Grekland.   Den ligger i prefekturen Nomós Ártas och regionen Epirus, i den centrala delen av landet, 250 km nordväst om huvudstaden Aten. Kastaniá ligger 785 meter över havet och antalet invånare är 242.
Terrängen runt Kastaniá är kuperad åt sydväst, men åt nordost är den bergig. Runt Kastaniá är det glesbefolkat, med 13 invånare per kvadratkilometer. Närmaste större samhälle är Theodóriana, 15,7 km nordväst om Kastaniá. I omgivningarna runt Kastaniá växer i huvudsak blandskog.